# Mosquée Nuruosmaniye
La mosquée Nuruosmaniye (Nuruosmaniye Camii, en turc) est une mosquée de style baroque ottoman, située dans le quartier Çemberlitaş du district de Fatih à Istanbul en Turquie. Elle jouxte l'entrée du Grand bazar d'Istanbul.

## Histoire
À l'origine destinée à couronner la deuxième colline d'Istanbul, la mosquée Nuruosmaniye est finalement construite sur un terrain situé légèrement plus bas, l'emplacement étant déjà occupé par la petite mosquée Atik Mustafa Pacha. Œuvre de l'architecte grec Siméon Kalfa, l'édifice voit sa construction débuter en 1748 sous le règne de Mahmoud Ier et s'achever sous le règne de son frère et successeur, Osman III, en 1755. C'est ce dernier qui lui donne son nom, auquel il fait adjoindre le qualificatif nuru, la « lumière sacrée » – le nom de la mosquée signifie « la lumière d'Osman ».
L'ensemble (külliye) comprend, outre la mosquée, une cuisine pour nourrir les pauvres (imaret), des écoles et des boutiques qui enserrent la mosquée. Son enceinte extérieure est ainsi transformée en galeries dédiées au commerce. Les échoppes, dont la location procure des revenus à la mosquée, s'appellent les vakf (propriétés).
L'architecture et la décoration de la mosquée sont caractéristiques du style baroque ottoman, qui se développe dans l'empire grâce à la diffusion d'un goût occidental et d'inspirations européennes. On remarque, en particulier, la forme de la cour, en fer à cheval, et une décoration d'inspiration baroque. De plus, la bibliothèque de la mosquée emprunte son plan à l'église Saint-Charles-aux-Quatre-Fontaines à Rome.

## Architecture

### Extérieur
La salle de prière est couverte d'un seul dôme de 25 mètres de diamètre, qui culmine à 43,5 mètres.  
La bibliothèque de la mosquée, qui dépend de la bibliothèque Süleymaniye, conserve 7 600 ouvrages, dont 5 052 manuscrits. Il s'agit en partie de la collection des sultans Mahmoud Ier et Osman III.